# Marsens
Marsens (frp. Machin; hist. Marsing, Marsingen) – gmina (fr. commune; niem. Gemeinde) w Szwajcarii, w kantonie Fryburg, w okręgu Gruyère. Leży nad jeziorem Lac de la Gruyère. 1 stycznia 2001 do gminy przyłączono gminę Vuippens.

## Demografia
W Marsens mieszka 2071 osób. W 2020 roku 14,7% populacji gminy stanowiły osoby urodzone poza Szwajcarią.

## Transport
Przez teren gminy przebiegają autostrada A12 oraz droga główna nr 12. 